# الفلم السياسي في مصر

الفيلم السياسي في مصر كتاب للكاتب والناقد السينمائي محمود قاسم صدر عن الهيئة المصرية العامة للكتاب في أول يناير 2012  في (368 صفحة أو 419 صفحة حسب دور النشر المختلفة)، ويجتهد الكتاب في الوصول إلى تعريف محدد للفيلم السياسي. ولكنه، في الوقت نفسه، يبين مدى صعوبة هذه العملية، إذ يؤكد أن السياسة موضوع متسع وشديد المرونة، ويقول مؤلفه في هذا الصدد: ".. فيلم يصوِّر الواقع السياسي الحالي لزمن إنتاج الفيلم، كمـــا أنه يمكن أن يعرض سيرة بطل مـــن أبطال السياسة الحالية الذين يلعبون دوراً في السياسة إبان إنتاج الفيلم، وقد يكـون موضوع الفيلـم مأخوذاً عن واقع الحياة، أو مؤلفاً من وحي الخيال.

## تعريف بالكاتب
محمود قاسم من مواليد الإسكندرية 1949، حصل على بكالوريوس زراعة جامعة الإسكندرية عام 1972 وعمل في قسم الإعلام بالشعبة القومية لليونسكو 1975- 1977 ثم رئيس قسم المكتبة بالمعهد الفني التجاري بالإسكندرية 1977 – 1984 ثم شركة مصر للتجارة الخارجية بالإسكندرية (1984 – 1985) وسكرتير تحرير روايات الهلال، دار الهلال 1985.

## فصول الكتاب
الفيلم السياسي (المعنى والواقع) - لاشين - فارق ملكاً - فلسطين - القضية الفلسطينية - ثورة يوليو - نقد ثورة يوليو - جمال عبد الناصر - أكتوبر 1956 - حكام مصر - يونيو 1967 - أكتوبر 1973 - البوليس السياسي - المعتقل السياسي - الوزراء والسينما -الجاسوسية والسياسة - الصحافة والسياسة - الأغنية السياسية - مجلس الشعب - الانفتاح الاقتصادي - تجار السلاح - الاغتيال السياسي - الإرهاب السياسي - الكوميديا السياسية - التطبيع مع إسرائيل - حسني مبارك - قضايا عربية.

## مقدمة الكتاب
استهل محمود قاسم كتابه وكتب: "نبهت ثورة يناير 2011 الناس إلى أهمية السياسة في الحياة، وإلى أي حد عبرت السينما عن علاقة المصريين بشكل عام بالأحداث السياسية طوال عقود القرن 20 وحتى الآن في العقد الثاني من القرن 21. مثلما تدخل السياسة إلى المواطن العادي من خلال كل ما يحوطه في حياته فإن السياسة تتسلل رغماً عناً، كمتفرجين، في كل الأفلام التي نشاهدها، مهما كانت نوعية الفيلم، ورغم ذلك فإن هناك نوعاً من الأفلام الذي عرف بالسياسي صار موجوداً في حياتنا. في السياسة فكر، ورجال، وأحداث، ومواجهات، ورقابة، وتجاوزات، وفساد، وصراع على السلطة، وسجون، وتعذيب، ومظاهرات، ورغبات في التعبير،  هناك أحزاب ووزراء، ومجالس نيابية، وثورات. كل هذا المزيج يمكن أن يصنع أفلاماً تثير اهتمام الناس.
ومن هنا تأتي أهمية التعرف على الفيلم السياسي في مصر، ذلك البلد المزدحم، الساخن، المليء بالأحداث التي شهدت عليها السينما وسجلتها منذ عرض أول فيلم، وحتى الآن، أي 85 عاماً تقريباً.
وقد حاولنا في صفحات هذا الكتاب التعرف على أكثر مناحي الحياة السياسية في مصر، طوال هذه السنوات، مثلما ما شاهدناها في الأفلام، مع التركيز على ماذا يعني الفيلم السياسي، فهناك فرق واضح بين ما يسمى بالفيلم التاريخي والسياسي. وهذا النوع من الكتب لا يحتاج إلى مقدمات، بل إلى أن تقرأه، وأن تشاهد الأفلام التي يتحدث عنها، فيجمع المرء بين متعتين معاً: القرأة والمشاهدة.

## مقتطفات من الكتاب
يبدأ الفصل الأول وتحت عنوان (الفيلم السياسي بين المعنى والواقع) ويلوم الكاتب خلو معجم الفن السينمائي (الذي أعده وترجمه كل من أحمد كامل مرسي ومجدي وهبة وصدر عن الهيئة المصرية العامة للكتاب عام 1980، والذي كان قد صدر لأول مرة عام 1973) من أي مصطلح عن الفيلم السياسي والسينما السياسية، يعنى أن هذا المصطلح لم يكن قد تبلور بعد.
يتناول الكتاب ظاهرة ارتباط السينما المصرية بالأحداث السياسية الكبرى، ويهتم الكتاب في البداية بمصطلح «الفيلم السياسي»، حيث إنه يختلف عن الفيلم الوطني والفيلم التاريخي. وقد تناول الكتاب فيلم «لاشين» للمخرج الألماني فريتز كرامب عام 1938، أول فيلم سياسي في مصر، بطولة يحيى شاهين وحسن عزت ونادية ناجي، وقام المؤلف بتحليل الفيلم وأظهر أن الملك حاكمًا فاسدًا، ويهتم بالحريم على حساب مصلحة الشعب، واستخدم الفيلم الرمز من خلال اللجوء إلى التاريخ ليبعد عن توجيه أصبع الاتهام للحاكم وقت صدور الفيلم، وفي الكتاب فصول حول الأفلام التي دارت أحداثها عن الحروب العربية الإسرائيلية، باعتبار أنها أججت المشاعر الوطنية عند الناس، وكانت الهزائم والانتصارات مسؤولية الحكام، كما توقف الكتاب عند المناصب السياسية، وكيف تم التعامل معها وهناك فصول عن صورة الملوك والرؤساء الذين حكموا مصر، خاصة الملك فاروق وكل من عبد الناصر  والسادات ومبارك.
يُفرد الكتاب فصلا لمناقشة الأفلام السينمائية المصرية التي قدمت قضايا عربية، فهذا النوع من الأفلام ازدهر إنتاجه إبان حركات التحرر الوطنية العربية، والتي ساندتها ثورة يوليــو، واعتُبرت من إنجازاتها المهمة، ففي بعض هذه الأفلام كانت مصر تساند الحركات التحررية، مثل: جبهة التحرير في الجزائر، منظمة التحرير الفلسطينية، السودان، ثورة اليمن التي قام بها «عبد الله السلال». فمثلا فيلم «جميلة» الذي عُرض عام 1958، أنتج لمناصرة الثورة الجزائرية. وفيلم «ثورة اليمن» الذي عُرض عام 1966، بطولة حسن يوسف صنع لأهداف سياسية تتماشى مع ما كانت تراه الدولة في تلك الآونة. وهناك أيضا، قضايا: تصدير الثورة، مساندة الثورات القائمة في المنطقة العربية.
يشير المؤلف إلى فيلم «أصحاب ولا بيزنس» لسعيد حامد عام 2001. والذي تضمن مناصرة واضحة للفدائيين المصريين الذين يفخخون أنفسهم، من أجل إزعاج السلطات الإسرائيلية، إذ أثار تفجير مناضل فلسطيني نفسه وسط وحدة أمنية إسرائيلية، ارتياحاً ملحوظًاً لدى المشاهدين.
يقدّم محمود قاسم، في فصل تحت عنوان «الإرهاب السياسي»، رؤيته، لكيفية تناول السينما المصرية ظاهرة الإرهاب، وذلك بداية من فيلم «الإرهابي» الذي أخرجه نادر جلال عام 1994. وناقش هذا الفيلم ظاهرة الإرهاب من جذورها، فأظهر جميع الأطراف المرتبطة بالصراع والمواجهة، وتوغـل داخل بيوت الدينيين، ونقل إلى الشاشة مفرداتهم اللغوية والحوارية، وكشف بعض خططهم الزمنية، وكيفية أداء أعمالهم. وهذا بينما راح المخرج يوسف شاهين إلى التاريخ الأندلسي في فيلم «المصير»، متتبعا رحلة الإرهاب الفكري. وهو الفيلم الأكثر صبغة سياسية من بين كافـــة الأفلام التي تناولت ارتباط الإرهاب بالعقيدة. وعاد شاهين إلى مناقشة الموضوع نفسه في فيلم «الآخر» الذي أدان فيه أكثر من طرف، ومنها العولمة الحديثة وسيطرتها على اقتصاد العالم لصالح الولايات المتحدة. كما تناول الكتاب، الصحافة والسياسة في السينما المصرية، معتبرا أن دور الصحافي بعد ثورة يوليو (كما تقدمه السينما) البحث عن المتاعب السياسية.
في فيلم «الله معنا» لعلي بدرخان في عام 1955، نجد الصحافي يلتقط خيوط هزيمة الجيش العربي في حرب 1948، فيكتب عن الأسلحة الفاســدة، وهو يجد هوىً في كتاباته من الضباط الأحرار الذين يصادقونه، ويمدونه بالمزيد من المعلومات، عن الأسلحة الفاسدة. وأيضًــا فيلم «الرجـــل الذي فقد ظله»، المأخوذ عن روايــــة فتحــي غانم. إذ قدم المخرج كمال الشيخ صورة متكاملة للصحافي الانتهازي الذي يستغل الصحافة كوسيلـــة للارتقاء الاجتماعي. وفي فيلم «هدى ومعالي الوزير» تدفع الصحافية الكثير، سواء في حياتها الخاصة، أو العامة.
يطرح محمود قاسم في فصل بعنوان "حكام مصر على الشاشة"، تساؤلًا: هل دفع بعض حكام مصر الثمن غاليًا؛ نتيجة لموقف حكام آخرين منهم؟". ويرد على التساؤل بالإيجاب طبعًا. ومن الشخصيات التي اهتمت بها السينما، الرئيس الراحل أنور السادات، الذي أنتج عنه التليفزيون الأميركي، فيلما باسم "السادات" مُنع في مصر؛ لأنه أظهر زعماء آخرين معاصرين للسادات بشكل سلبي، بخاصة جمال عبد الناصر الذي لم يكن الغرب يحبه كثيراً، ولم يظهر جمال عبد الناصر بشكل مباشر في السينما، إلا من خلال فيلم "ناصر 56" لمحمد فاضل. والحقيقــة أن النص المكتوب أُعد أساسا ليكون فيلما تليفزيونيا، لكن إنتاجه الضخم وأهمية الموضوع دفعت به إلى العرض السينمائي. وفي عام 2001 عُرض فيلم "أيام السادات" لمحمد خان، وهو يقدم بانوراما لحياته، منذ كان طفلا في القرية، إلى أن وصل قمة المجد السياسي كرئيس للجمهورية، وما يتخلل هـــذه الفترة من قصص ولحظات وفترات هبوط وصعود.
أكد قاسم أن الفيلم السياسي هو الذي تدور احداثه بما فيها من جدل سياسي حول النظام الحاكم حاليا مثل فيلم «ميرامار» عام 1969 الذي ينتقد ثورة يوليو والاتحاد الاشتراكي في قمة ازدهار حكم جمال عبد الناصر. أما فيلم «غروب وشروق» فانه فيلم تاريخي في المقام الأول يتحدث من وجهة نظر صانعه عن مرحلة الفساد قبل عام 1952.

## وصلات خارجية
https://www.dostor.org/86746 الفيلم السياسي في مصر
https://www.alraeesnews.com/47732 الفيلم السياسي في مصر
https://www.goodreads.com/book/show/40137121 الفيلم السياسي في مصر
https://www.albayan.ae/paths/books/2012-11-18-1.1768723 الفيلم السياسي في مصر
https://pulpit.alwatanvoice.com/articles/2016/05/21/404412.html الفيلم السياسي في مصر
https://archive.org/details/20201030_20201030_2218/page/n13/mode/2up الفيلم السياسي في مصر
https://www.neelwafurat.com/itempage.aspx?id=egb189210-5202215&search=books الفيلم السياسي في مصر